# Čupor Moslavački
Čupor Moslavački, hrvatsko-ugarska plemićka obitelj koja djeluje u Hrvatskoj od 14. stoljeća. Sjedište im je bilo u vlastelinstvu u Moslavini, po kojem su dobili ime.
Postoje dvije teorije o podrijetlu ove obitelji. Prema Šišiću, potječu od ugarskog plemenitaškog roda Csupora, koji je živio u Čongradskoj županiji blizu
Segedina u blizini roda Doroszma (Duružmića). Dio tih rodova doselio se je u međurječje Save i Drave te od njih potječu Čupori Moslavački i rod Gorjanskih.
Druga teorija (Nada Klaić, Karácsony, Engel) ih opet izvodi od toga da su od ugarskih plemenitaša, roda Monoszló koji je posjedovao vlastelinstvo u Moslavini od druge polovice 12. st., a imao je i obrazac nasljeđivanja imena kao i Čupori Moslavački.
Po drugoj teoriji vjerojatno su slavenskog odnosno hrvatskog podrijetla.
Rodonačelnik Čupora Moslavačkih je Stjepan Moslavački (*1256. – *1293.) nadimka "Čupor".
Posjede su imali u Zagrebačkoj i Križevačkoj županiji te jedno vrijeme u Vukovarskoj i Bačkoj županiji. Od poznatih naselja ističu se: Moslavina (utvrđeni grad) (na rubnim obroncima Moslavačke gore, na mjestu gdje su poslije Erdodyji izgradili dvorac), Jelengrad, Podgrađe (Warallya), te povremeno Sokol, Bihać, Ripač, Dubovac, Nevna, Korođ i Ivankovo. Za vrijeme dinastijskih sukoba kralj Karlo Anžuvinac moslavačke je posjede dao banu Ivanu Baboniću, koje je poslije dobio tek sin rodonačelnika Čupora Moslavačkih; Čupori Moslavački su za protudvorskog pokreta bili na 
strani kraljice Marije i Žigmunda Luksemburškog.
Bili su vrlo važna obitelj u slavonskim krajevima o čemu svjedoči njihov grb. Na njemu je romb (nagnuti pravokutnik) s četiri reda u kojem se izmjenjuju crvene i srebrne kocke, a na kojem
stoji svraka. Ti se motivi danas nalaze u grbu grada Kutine.

## Poznati pripadnici
Poznati pripadnici su:
- Makarije Moslavački (*1181.-*1201.), knez, dvorski sudac i banovac; neke ga isprave spominju kao bana i kao župana Szolnoka
- Toma I. Moslavački (1217. – 1231.), ban
- Grgur II. Moslavački (*1247. – 1269.), sudac Kumana
- Egidije II. Moslavački (†1313.), ban Mačve i Bosne
- Grgur III. Moslavački (u. prije 1294.), župan u Željeznom
- Petar III. Moslavački (*1266. – 1307.), transilvanijski biskup
- Nikola Čupor Moslavački, kaločki pa ostrogonski nadbiskup
- Demetrije Čupor Moslavački (†1468.),, kninski, jurski i zagrebački biskup (sin Pavla Čupora Moslavačkog)
- Pavao Čupor Moslavački (†1415.), slavonski ban[4]
- Nikola Čupor Moslavački (†1473.), erdeljski vojvoda,  istaknuti ratnik u vrijeme kralja Matijaša Korvina

Obitelj je izumrla 1492. godine. Posjedi su im pripali Tomi Bakaču, pa njihovim rođacima Erdődyjima.